# Andrés Domingo Morales del Castillo
Andrés Domingo Morales del Castillo (4 de septiembre de 1892 - 1 de junio de 1979) fue un político y jurista cubano, senador y secretario de la Presidencia, que asumió la presidencia de la República de Cuba entre el 14 de agosto de 1954 y el 24 de febrero de 1955.

## Biografía
Oriundo de la ciudad de Santiago de Cuba, nació el 4 de septiembre de 1892.
Cursó la enseñanza elemental en el colegio El Divino Maestro, que dirigía el educador cubano Juan Portuondo Estrada entre 1898 y 1905 y en 1911 se graduó de Bachiller en Letras y Ciencias en el Instituto de Segunda Enseñanza de Santiago de Cuba.

### Presidencia de la República
Fue nombrado secretario de la presidencia y del Consejo de Ministros al producirse el golpe de Estado del 10 de marzo de 1952 por Fulgencio Batista. 
Batista se acogió a una licencia electoral el 14 de agosto de 1954 por ser candidato a presidente en las amañadas elecciones del 1 de noviembre de 1954.
Durante el período electoral que llevó de nuevo a la presidencia a Fulgencio Batista y Zaldívar el Consejo de Ministros designó a Andrés, en una maniobra puramente de forma, como presidente de la República de Cuba hasta el 24 de febrero de 1955, fecha en que asumiría el presidente electo en los comicios de noviembre de 1954.

### Cargos posteriores a la Presidencia
Bajo el gobierno de Batista, entre los años 1955 y 1959, Morales del Castillo, fue designado de nuevo, Secretario de la Presidencia y del Consejo de Ministros. Desempeñó este cargo hasta la madrugada del 1 de enero de 1959, cuando Batista renunció como jefe de gobierno y huyó del país.

### Exilio y muerte
Se marchó de Cuba para República Dominicana como exiliado político el 1 de enero de 1959. Meses después pasó a la Isla de Madeira, Portugal, y emigró en 1977 a los Estados Unidos.
Con 85 años de edad se sometió a una  operación delicada por problemas cardíacos y murió el 1 de junio de 1979 en el Mercy Hospital de la ciudad de Miami, Florida, Estados Unidos. No se casó, ni tuvo hijos.